# Ajt I’azza
Ajt I’azza (arab. أيت ايعزة, fr. Ait Iaaza) – miasto w Maroku, w regionie Sus-Massa. W 2014 roku liczyło ok. 14,3 tys. mieszkańców.